# Rešov (Hostěrádky-Rešov)
Rešov (německy Reschow) je vesnice, dnes součást obce Hostěrádky-Rešov v okrese Vyškov. Náves Rešova tvoří hlavní ulici obce se zvonicí.

## Historie
Vesnice Rešov vznikla v raabizací biskupského dvora v těsné blízkosti Malých Hostěrádek, na jejich jihovýchodním okraji. Založena byla roku 1787 a své jméno získala podle posledního správce dvora Resche. Až do poloviny 19. století spadala pod chrlické panství, které bylo v majetku olomouckého arcibiskupství. V roce 1820 byla na návsi postavena zvonice.
Představitelé obou sousedních obcí se v roce 1912 dohodli na spojení, čímž k 1. lednu 1913 vznikla společná obec Hostěrádky-Rešov. Katastrální území Rešova již v roce 1912 spojeno s katastrem Hostěrádek.

## Obyvatelstvo
| 1869 | 1880 | 1890 | 1900 | 1910 | 1921 | 1930 | 1950 | 1961 | 1970 | 1980 | 1991 | 2001 | 2011 |
| ---- | ---- | ---- | ---- | ---- | ---- | ---- | ---- | ---- | ---- | ---- | ---- | ---- | ---- |
| 260  | 299  | 299  | 285  | 293  | —    | —    | —    | —    | —    | —    | —    | —    | —    |